# 253
|  | Per a altres significats, vegeu «S-253». |

El 253 (CCLIII) fou un any comú començat en dissabte del calendari julià.

## Esdeveniments
- Comença a Roma el període anomenat dels Trenta Tirans.
- Els romans recuperen Antioquia.